# William Blake
William Blake (ur. 28 listopada 1757 w Londynie, zm. 12 sierpnia 1827 tamże) – angielski artysta: poeta, pisarz, rytownik, malarz, drukarz i mistyk, prekursor romantyzmu. Przez współczesnych nazywany często Mad Blake (szalony Blake), zaliczany czasem do grona poetów wyklętych w literaturze angielskiej.

## Życiorys
Urodził się na Broad Street, Golden Square, w domu pod numerem 28, w rodzinie średniozamożnego pończosznika. W dzieciństwie ujawnił się jego talent rysownika, co skłoniło rodziców do posłania dziesięcioletniego Williama do szkoły rysunku. Już w tym okresie zaczęło go interesować rytownictwo – zaczął sam tworzyć oraz kolekcjonować sztychy. W r. 1771, jako 15-letni zaczął pobierać nauki w warsztacie rytowniczym Henry’ego Basire’a. Decyzja ta musiała być bardzo przemyślana, gdyż profesja rytownika nie cieszyła się wówczas szacunkiem (rytownicy jako „podrzędni rzemieślnicy” mieli utrudniony wstęp do The Royal Academy of Arts – Królewskiej Akademii Sztuk Pięknych).
Blake jako artysta niełatwy jest do zaklasyfikowania. Jego osobowość od wczesnych lat wykazywała niezwykłe dla otoczenia, mistyczne i wizjonerskie cechy. Doznawał licznych objawień religijnych, co odzwierciedlało się w jego utworach malarskich i pisarskich. Kwestionował wiarę w postęp, prymat rozumu nad intuicją, instytucjonalną religijność, wartość edukacji. 
Pierwsze lata działalności Blake’a trudno nazwać „karierą artystyczną” – na zlecenie Basire’a, u którego terminował, zajmował się przede wszystkim kopiowaniem znanych dzieł, np. malowideł z londyńskich kościołów. Projektował też nagrobki dla bogatych rodzin, ilustrował książki. W wieku 21 lat rozpoczął samodzielną pracę rytownika. W 1779 r. udało mu się zyskać przyjęcie do Królewskiej Akademii Sztuk Pięknych, gdzie sprzeciw jego wzbudzały „niewykończone” dzieła artystów takich jak Rubens. Bardziej cenił sobie klasyczne piękno i wierne naturze dzieła Rafaela czy Michała Anioła.
W 1782 r. poznał swojego późniejszego mecenasa Johna Flaxmana. W tym samym roku ożenił się z ubogą analfabetką Catherine Boucher. Uczył ją pisać i czytać, a nawet tworzyć ryciny.

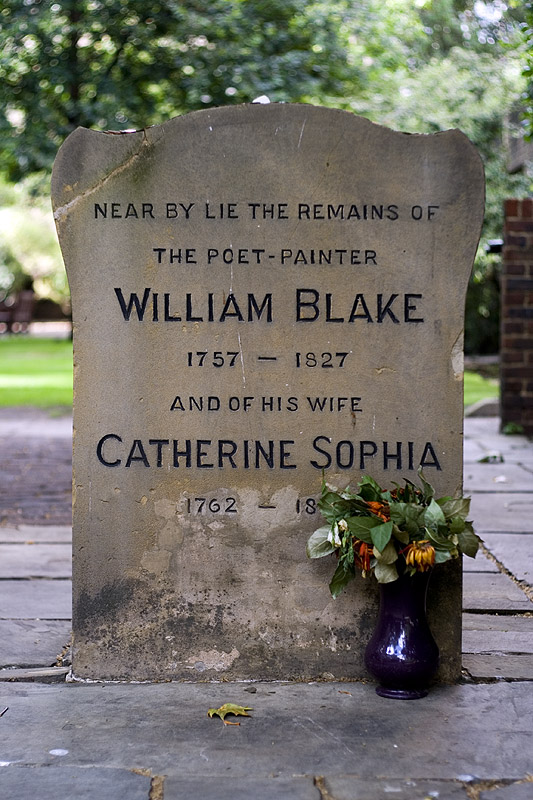
Nagrobek Williama Blake’a i jego żony

Artysta z wolna począł zdobywać uznanie możnych, np. jednego z założycieli The National Gallery, George’a Cumberlanda. W tym czasie jego prace plastyczne były efektowniejsze od literackich. Około 1800 r. przeniósł się na wieś, do Felpham, gdzie zajął się tworzeniem ilustracji do cudzych wierszy. W tym okresie powstał jego Milton – utwór opatrzony przedmową z wierszem And Did Those Feet in Ancient Time, bardziej znanym jako hymn Jerusalem, do którego w 1916 r. muzykę skomponował Charles Parry (jest to jedna z najpopularniejszych angielskich pieśni patriotycznych).
Po powrocie do Londynu w 1802 r. Blake nawiązał kontakt z grupą młodych artystów o nazwie Shoreham Ancients, którzy podzielali jego poglądy na sztukę jako wartość duchową i odrzucali nowoczesne w niej tendencje. Znalazł tam chłonnych słuchaczy, a także doskonalił swą technikę jako akwarelista. W tym okresie zaczęło też powstawać dzieło literacko-plastyczne Jerusalem: The Emanation of the Giant Albion ukończone w 1820 roku.
Pod koniec życia artystę pochłaniało ilustrowanie biblijnej Księgi Hioba. Ilustracje te wzbudziły podziw i do dziś bywają porównywane z biblijnymi malowidłami Rembrandta.
Mimo że prawie całe swoje życie Blake spędził w Londynie, nigdy nie stał się ważną postacią życia artystycznego angielskiej stolicy. Przebywał głównie w zaciszu domowym, zajmując się tworzeniem dzieł sztuki, a rytownictwo traktując jako źródło uzyskiwania dochodów. Za życia nie zyskał szerokiego uznania dla swej poezji ani malarstwa.
Zmarł w pełni sił twórczych. Został pochowany w nieoznaczonym grobie na londyńskim cmentarzu Bunhill Fields. Dopiero w ostatnich latach wzniesiono jemu i żonie zasłużony nagrobek.

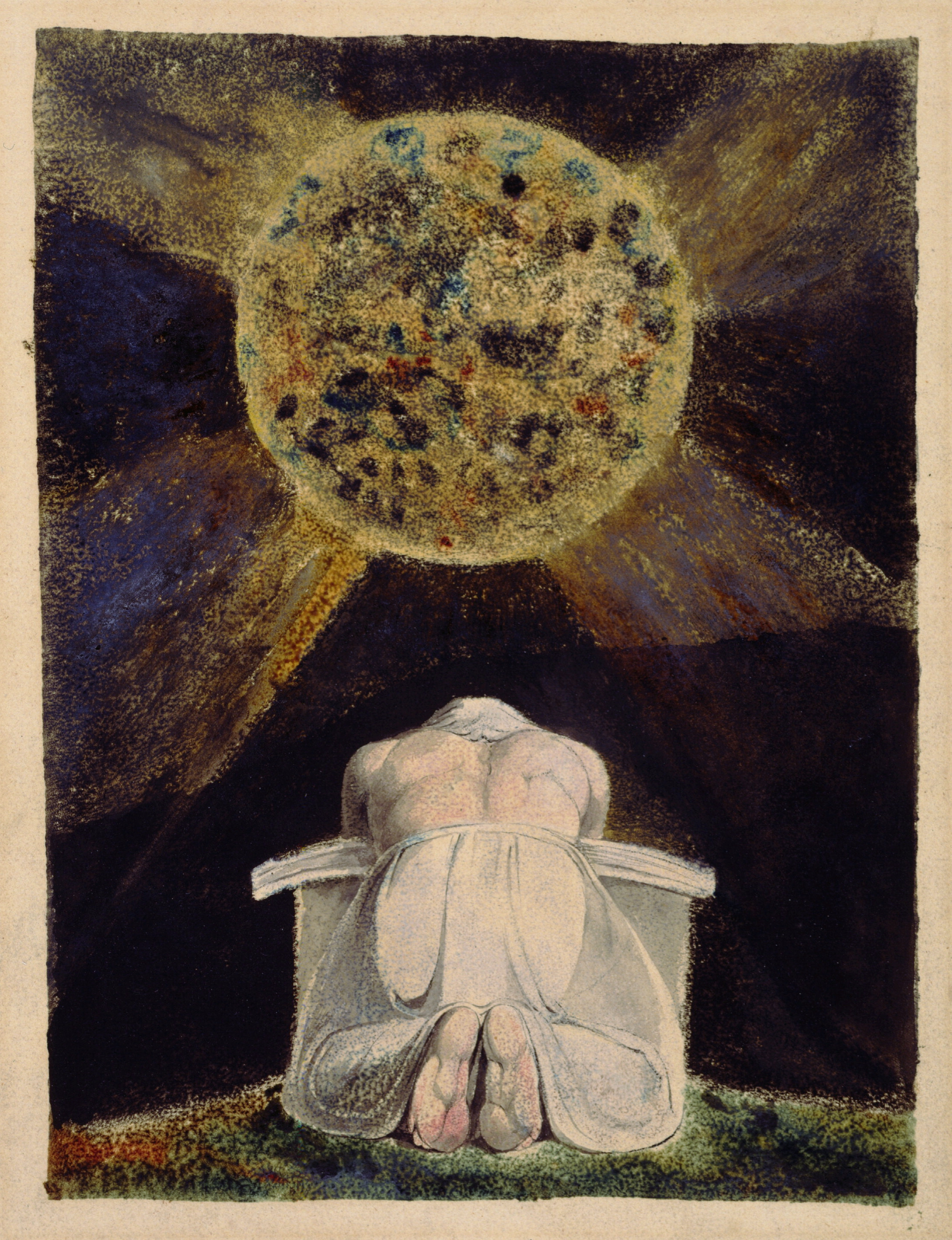
The Song of Los, 1808

## Twórczość
Pierwszy tom poezji Blake’a to Poetical Sketches (Szkice poetyckie) z 1783 roku. W 1788 powstała książka There Is No Natural Religion (Nieistnienie naturalnej religii), opatrzona charakterystycznymi kolorowymi iluminacjami i sztychami, co stało się znakiem firmowym artysty.
Wkrótce potem ukazały się najsłynniejsze zbiory wierszy i rycin – Songs of Innocence (1789, Pieśni niewinności) i Songs of Experience (1794, Pieśni doświadczenia). Należy je traktować jako jedną całość – przedstawienie kontrastów występujących w życiu człowieka; harmonia ściera się bezustannie z cierpieniem, niewinność z bolesnym, odzierającym ze złudzeń doświadczeniem.
W roku 1789, w wyniku fascynacji myślą teologiczną szwedzkiego filozofa i mistyka Emanuela Swedenborga, Blake’owie przyłączyli się do Nowego Kościoła Swedenborgiańskiego. Szybko jednak z niego wystąpili, a sam Swedenborg stał się obiektem parodii w Zaślubinach nieba i piekła (The Marriage of Heaven and Hell). Zgodnie z sugestiami Swedenborga Blake zamierzał sprowadzić dla siebie konkubinę, gdy jego małżonka okazała się bezpłodna, porzucił jednak ten pomysł z powodu oporów żony. Małżeństwo pozostało szczęśliwe aż do śmierci Blake’a, mimo początkowych problemów z analfabetyzmem Catherine oraz ich bezdzietności.
Oprócz Swedenborga, Blake’a inspirował także autor Raju utraconego, John Milton, szczególnie w próbach określenia własnych definicji nieba i piekła. Między 1790 a 1793 powstało The Marriage of Heaven and Hell (Zaślubiny nieba i piekła), stworzone w duchu Miltona i Dantego. Piekło nie było dla Blake’a miejscem wiecznej kaźni, lecz źródłem niczym niepohamowanej energii. Dobro i Zło uściślał Blake jako dwa przeciwieństwa, niezbędne dla ludzkiej egzystencji. „Dobro to bierność posłuszna Rozumowi, Zło to aktywność wyrastająca z Energii”. Niektórzy upatrują w tym utworze zapowiedzi teorii Freuda, opisującej konflikt id i superego, a także tez Nietzschego o moralności niewolników i moralności panów.
Dzieło to jest jednak przede wszystkim przedstawieniem swoistej mitologii Blake’a, której podsumowanie i pełną ilustrację zawierają późniejsze utwory prozatorskie, jak The Book of Urizen (1794, Księga Urizena), The Book of Los (1795, Księga Losa) i inne. Różne sfery istnienia wyrażają tzw. Four Zoas (Czterej Zoa), o imionach Urizen, Tharmas, Luvah i Urthona. Urizen jest utożsamiany z Jahwe – prawodawcą, superego i symbolizuje Rozum. Tharmas to ludzkie ciało, naturalistyczne doświadczenie. Luvah – Król Miłości, czasem zwany również Orc, to „zbuntowane dziecię” ludzkich emocji. Urthona, lub inaczej Los, reprezentuje Wyobraźnię i wizjonerską Intuicję. Owe cztery potęgi tworzą wspólnie raj, w przeciwieństwie do Ulro, miejsca ziemskiego bytowania człowieka nie oświeconego wizją. To tylko wybrane, najważniejsze aspekty Blake’owej mitologii.

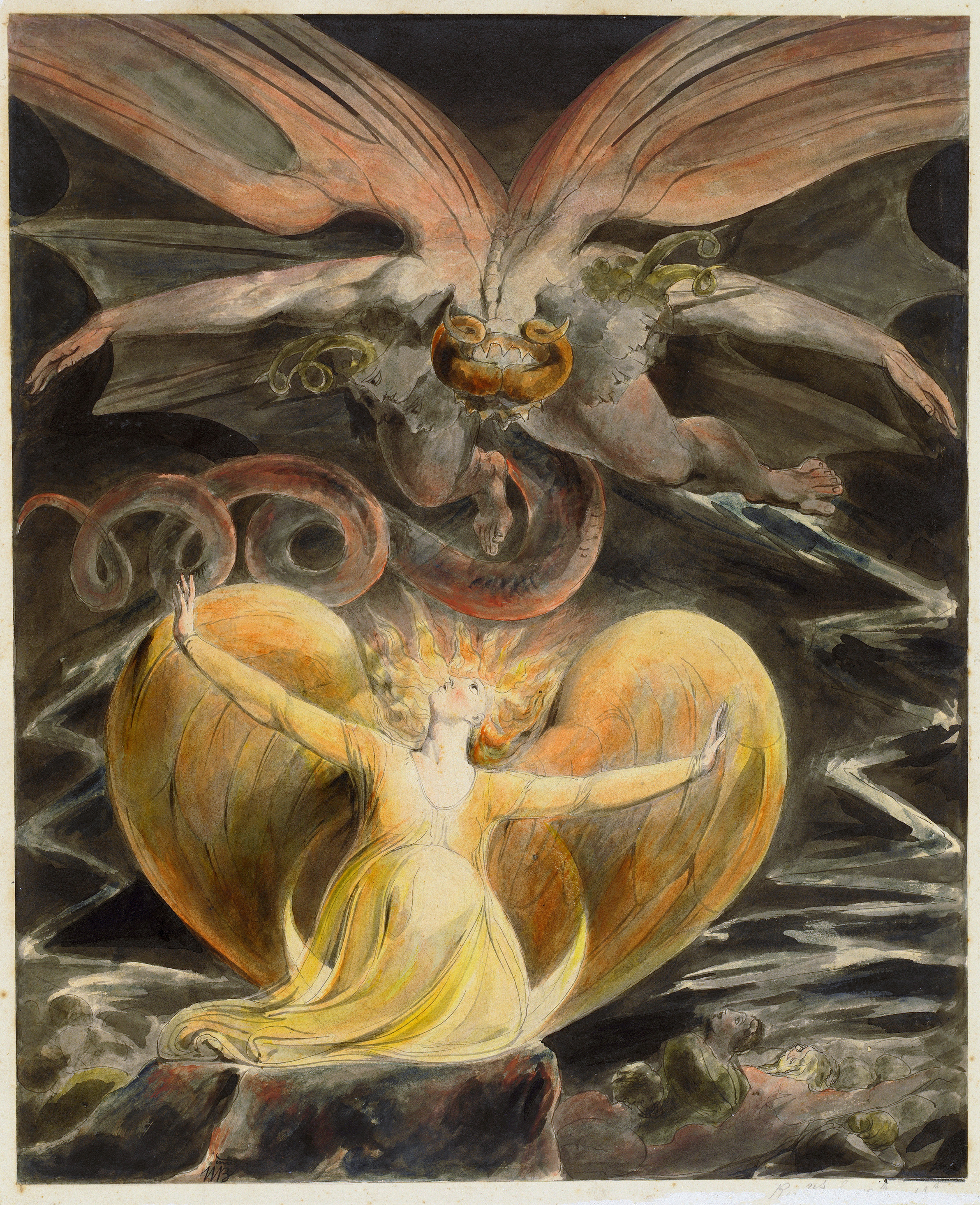
Wielki czerwony smok i niewiasta obleczona w słońce

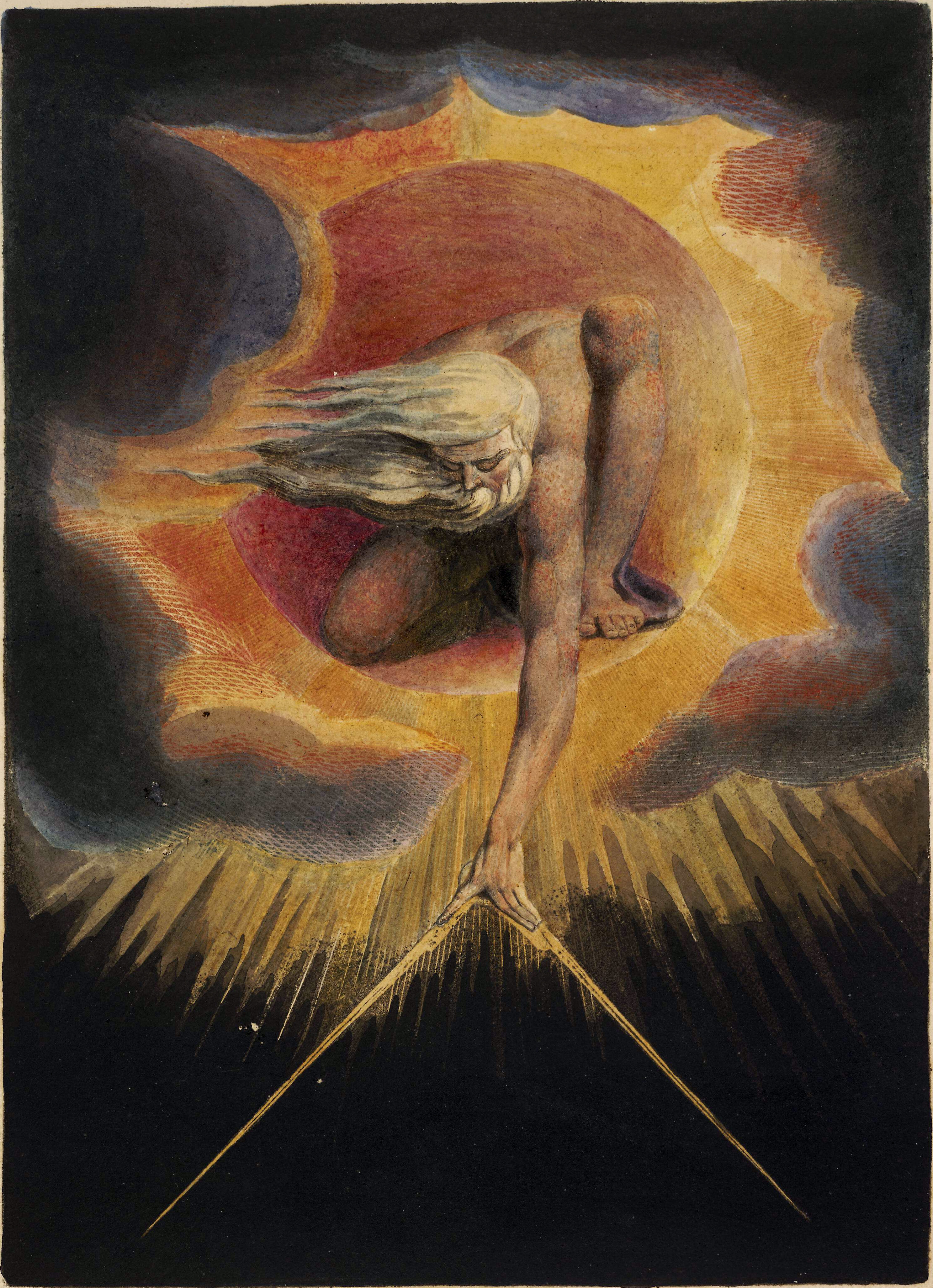
Urizen stwarzający świat (inne tłumaczenie tytułu: Bóg stwarzający Wszechświat)

Biblijne metafory pojawiające się nierzadko w dziełach Blake’a zrodzone były z tradycji purytanów, kwakrów, anabaptystów i innych protestanckich odłamów chrześcijaństwa. Jednym z ciekawszych przejawów biblijnych wizji jest wystawiona w Nowym Jorku akwarela The Great Red Dragon and the Woman Clothed with the Sun (Wielki czerwony smok i niewiasta obleczona w słońce), oraz The River of Life (Rzeka życia), z cyklu 80 malowideł zwanych Biblią Blake’a.
Blake wyznawał pogląd, iż najważniejszym doznaniem mistycznym jest objawienie. Liczne wizje, jakich doświadczał, zdawały się wspierać go w tym poglądzie i prowadzić przez życie zarówno człowieka, jak i artysty. Podkreślał wagę Poetyckiego Geniuszu w procesie tworzenia. Wyobraźnia, lub inaczej Wizja, to boski pierwiastek w każdym człowieku, porównywany z samym Jezusem. Jezus to ucieleśnienie Wyobraźni, a jego uczniowie to Artyści – żyli i działali pod wpływem impulsu, a nie reguł. „Poeta, malarz, muzyk, architekt: mężczyzna czy kobieta, nie będąca jednym z nich, nie jest chrześcijaninem.” Świat rzeczywisty był według Blake’a przeszkodą osłabiającą, wręcz uśmiercającą Wyobraźnię. Dość wyraźnie przeciwstawiał też Sztukę Nauce podkreślając, że „Sztuka jest Drzewem Żywota, Nauka jest Drzewem Śmierci”.
Blake nie tworzył dla ludzi prostych. Pragnął odbiorcy o dużo wyższym od pospolitego poziomie.
To, co wielkie, jest nieuchronnie ukryte przed słabymi. To, co oczywiste dla idioty, nie jest warte mego zachodu.

## Blake w kulturze popularnej
- Obraz Wielki czerwony smok i niewiasta obleczona w słońce odgrywa szczególną rolę w thrillerze Thomasa Harrisa Czerwony smok.
- Motyw postaci Williama Blake’a pojawia się w filmie Jima Jarmuscha Truposz, w którym pewien Indianin ratuje życie rannemu młodzieńcowi o tym samym nazwisku. W następstwie studiów w Londynie Indianin jest przekonany, że spotkał kolejne wcielenie artysty, zdziwiony, że nie pamięta on swojej poezji.
- Nagrodzony czterema Oscarami brytyjski film Hugh Hudsona z 1981 Rydwany ognia zawdzięcza tytuł wierszowi Jerusalem Blake’a. Stanowi on symboliczną ilustrację pasji sportowej trzech bohaterów filmu i jest wykonywany przez chór chłopięcy podczas pogrzebu jednego z nich.
- Pieśń Jerusalem jest także obecna w kolejnym brytyjskim filmie Samotność długodystansowca z 1962 r., będąc tam z kolei symbolem podporządkowania głównego bohatera rygorom społecznym.
- Nazwa zespołu The Doors pochodzi od aforyzmu Blake’a: If the doors of perception were cleansed every thing would appear to man as it is, infinite (Gdyby drzwi percepcji zostały oczyszczone, każda rzecz jawiłaby się człowiekowi, taką jaką jest – nieskończoną). Jim Morrison zapoznał się z tą sentencją za pośrednictwem znanego utworu Aldousa Huxleya pt. Drzwi percepcji (1954), w którym słowa Blake’a dają początek eksperymentom z meskaliną.
- W lipcu 1998 r. wokalista Iron Maiden, Bruce Dickinson nagrał solowy album zatytułowany The Chemical Wedding, w przeważającej części inspirowany twórczością Williama Blake’a. Znajdują się na nim takie utwory jak „Book of Thel” czy „Jerusalem”. Oprócz kompozycji muzycznych również szata graficzna płyty inspirowana była twórczością Blake’a.
- W 1998 r. zespół muzyczny Ulver nagrał przełomowy dla nich album Themes from William Blake’s The Marriage of Heaven and Hell, będący swego rodzaju ścieżką dźwiękową do poematu „Zaślubiny nieba i piekła” Blake’a oraz swoistym hołdem oddanym pisarzowi.
- W 1987 r. niemiecki zespół Tangerine Dream nagrał płytę Tyger, na której wykorzystano teksty autorstwa Blake’a, m.in. „Tyger”, „London”. Fragment wiersza „Tyger” pojawił się także w utworze Boba Dylana Roll on John na wydanym w 2012 albumie Tempest.
- Utwór grupy Coil The Dreamer Is Still Asleep z płyty Musick to Play in the Dark Vol. 1 poświęcono Williamowi Blake’owi.
- Amerykański pisarz Orson Scott Card uczynił W. Blake’a jednym z bohaterów cyklu Opowieści o Alvinie Stwórcy. W historii tej Blake (Bajarz) jest podróżującym po Ameryce poetą i pracownikiem, a następnie – mentorem głównego bohatera.
- William Blake jest jednym z bohaterów książki Płonął ogień twoich oczu autorstwa Tracy Chevalier.
- Cytatem z wiersza Blake’a The Marriage of Heaven and Hell jest tytuł wydanej w 2009 roku książki Olgi Tokarczuk Prowadź swój pług przez kości umarłych (w oryginale tekst brzmi "Drive your cart and your plow over the bones of the dead"[5]). Bohaterowie tej powieści zajmują się tłumaczeniem jego poezji, a narratorka (i zarazem główna bohaterka) w wielu miejscach przytacza fragmenty jego utworów.
- W 23 odcinku drugiego cyklu amerykańskiego serialu kryminalnego The Mentalist oraz w 6 odcinku pierwszego cyklu serialu Andromeda został wygłoszony fragment utworu „The Tyger”: Tyger! Tyger! burning bright / In the forests of the night / What immortal hand or eye / Could frame thy fearful symmetry? („Tygrys, tygrys w puszczach nocy / Świeci blaskiem pełnym mocy. / Czyj wzrok, czyja dłoń przelała / Grozę tę w symetrię ciała?” (tłum. Jerzy Pietrkiewicz).
- W 179 odcinku japońskiego serialu animowanego „Czarodziejka z księżyca” wyrecytowano wiersz „The Sick Rose” („Chora róża”): „O Rose thou art sick. / The invisible worm, / That flies in the night / In the howling storm: / Has found out the bed / Of crimson joy: / And his dark secret love / Does the life destroy.” („Różo tys. chora: / Czerw niewidoczny / Niesiony nocą / Przez wicher mroczny, / Znalazł łoże w szczęśliwym / Szkarłacie twego serca / I ciemną, potajemną / Miłością cię uśmierca” (tłum. Stanisław Barańczak).
- Zbiór twórczości Blake’a pojawia się w powieści „Początek” napisanej przez Dana Browna.

## Twórczość

### Poezja
| - Pieśni niewinności (1789) - Księga Thel (1789) - Tiriel (1789) - Rewolucja francuska (1791) - Widzenia córek Albionu (1793) - Ameryka (1793) - Europa (1794) - Pieśni doświadczenia (1794) | - Pierwsza księga Urizena (1794) - Księga Ahanii (1795) - Pieśń Losa (1795) - Księga Losa (1795) - Czterej Zoa (1797) - Milton (ok. 1804-1811) - The Tiger - Jeruzalem (1804-1820) |

### Proza
- Wszystkie religie są jednością[6] (ok. 1788)
- Religia naturalna nie istnieje[7] (ok. 1788)
- Zaślubiny nieba i piekła (1790-1793)

### Malarstwo
- Urizen stwarzający świat (1794, British Museum, Londyn)
- Newton (1795-1805, Tate Britain, Londyn)
- Wartościowe są również ilustracje wykonane do dzieł Blaira, Graya, Younga (Night Thoughst), Chaucera i Dantego.

## Przekłady
Wiersze i poematy prozą Williama Blake’a tłumaczyli m.in. Jerzy Pietrkiewicz (Antologia liryki angielskiej 1300–1950), Stanisław Barańczak (Od Chaucera do Larkina), Zygmunt Kubiak (Twarde dno snu), Maciej Słomczyński (Czterej Zoa), Józef Waczków, Krzysztof Puławski, Jolanta Kozak, Adam Pomorski, Ewa Elżbieta Nowakowska, Wiktor Jarosław Darasz, Michał Fostowicz-Zahorski, Zygmunt Krukowski i Maciej Froński. Przekłady większości tłumaczy są rozproszone po różnych czasopismach („Literatura na Świecie”, „Fraza”, „Przekładaniec”). Niektóre opublikowano w internecie.

### O Blake’u po polsku
- M. Fostowicz: Boska analogia. William Blake a sztuka starożytności. Wydawnictwo słowo/obraz terytoria, Gdańsk 2009, ISBN 978-83-7453-812-1.
- P. Ackroyd: Blake (przekł. E. Kraskowska). Poznań 2001, ISBN 83-71507089.
- W. Juszczak: „Laokoon” Williama Blake’a, „Miesięcznik Literacki”, nr 11/1970.
- Cz. Miłosz: Co doradzał Mr Blake?, [w:] Ogród nauk, Lublin 1986.
- T. Sławek: U-bywać: człowiek, świat, przyjaźń w twórczości Williama Blake’a, Katowice 2001, ISBN 83-22610793.
- J. Tomkowski, E. Kozubska: Mistyczny świat Williama Blake’a, Milanówek 1993, ISBN 83-90055139.
- N. Wójtowicz: Mistyk i jego Bóg, „Odra”, nr 6/1999.
- N. Wójtowicz: Wielki Kodeks Sztuki Blake’a, „Hermaion”, nr 2/2013: Sztuka i ezoteryka.
- N. Wójtowicz: William Blake i jego świat tajemny, Wrocław 2015, ISBN 978-83-925702-9-5.
- M. Stępnik: Paradoksy imaginacji. Williama Blake’a metaforyka przestrzeni, „Estetyka i krytyka”, nr 33 (2/2014), s. 73-94.